# The House of a Thousand Scandals
The House of a Thousand Scandals è un film muto del 1915 diretto da Thomas Ricketts. Il regista firma anche la sceneggiatura, basata su un soggetto di Theodosia Harris. Prodotto dall'American Film Manufacturing Company, il film aveva come interpreti principali una coppia (cinematografica) molto popolare all'epoca, quella formata da Harold Lockwood e May Allison.

## Trama
Erede di una grossa fortuna lasciatagli dal nonno, John Wright cavalca un giorno nel bosco quando assiste all'aggressione di un uomo nei confronti di una ragazza. Corso subito in suo aiuto, la riporta poi nella sua povera capanna. La ragazza che Wright ha difeso è Martha, la figlia di Hobbs, un contadino, uomo senza cuore che ha rovinato la vita alla moglie e adesso vuole che la figlia sposi Ralph, il suo aggressore. Martha, dopo la morte della madre, va via di casa, cercando un parente che vive in città. Ma questi non vive più lì. Trova aiuto allora in una donna anziana che si prende cura di lei.

Mentre sta ispezionando le proprietà ereditate dal nonno, John Wright si imbatte in Martha e la sua protettrice. Viste le loro miserevole condizioni, John trova loro una sistemazione nella sua Wright Industrial Home. Il giovane, dopo avere assistito a una conferenza di Gerta Carr sulla vita degli antichi greci, se ne dimostra tanto entusiasta che pensa di fondare una comunità basata su quei valori e convince la Carr a unirsi a lui nel progetto.

La colonia, dove donne e uomini vivono insieme e si mostrano vestiti come greci antichi, provoca lo scandalo nel villaggio vicino. Ralph, lo sgradito pretendente di Martha, ha seguito la ragazza che ha raggiunto la colonia. Insieme a Hobbs, sobilla gli abitanti del posto la cui morale non tollera l'esistenza dei nuovi vicini. Una folla di esagitati assalta la casa del culto greco; tra questi anche Ralph che si è portato dietro della dinamite con la quale vuole fare saltare per aria l'edificio. Scoperto da John, rimane in una stanza per terra incosciente mentre John corre fuori a dare l'allarme. L'esplosione distrugge la casa uccidendo Ralph. L'evento riporta tutti alla ragione. Hobbs, trovato il cadavere di Ralph, si pente del suo comportamento, inginocchiandoglisi accanto mentre gli altri si ritirano.

Dalle rovine nasce un edificio ancora più bello e Martha e John, che hanno scoperto di amarsi, camminano ora  felicemente abbracciati.

## Produzione
Il film fu prodotto dalla American Film Manufacturing Company.

## Distribuzione
Il copyright del film, richiesto dalla American Film Co., Inc., fu registrato il 24 settembre 1915 con il numero LU6455.

Distribuito dalla Mutual, il film - un mediometraggio in quattro bobine - uscì nelle sale cinematografiche degli Stati Uniti il 23 settembre 1915. Uscì poi anche con il titolo The House of Scandals dopo che la Suprema Corte di New York aveva accolto una richiesta della Selig che lamentava che il titolo del film richiamasse troppo quello di una sua recente produzione, The House of a Thousand Candles.

### Conservazione
Non si conoscono copie ancora esistenti della pellicola che viene considerata presumibilmente perduta.